# Weimar (Teksas)
Weimar je grad u američkoj saveznoj državi Teksas. Prema popisu stanovništva iz 2010. u njemu je živjelo 2.151 stanovnika.